# フランク・テート
フランク・テート（Frank Tate, 1964年8月27日 - ）は、アメリカ合衆国の男性プロボクサー。ミシガン州デトロイト出身。元IBF世界ミドル級王者。1984年ロサンゼルスオリンピックライトミドル級金メダリスト。

## 来歴
1984年のロサンゼルスオリンピックライトミドル級でオリンピックに登場。1回戦は5-0の判定勝ち。2回戦も5-0の判定勝ち、準々決勝は初回TKO勝ち、準決勝は不戦勝で、決勝は5-0の判定で完封勝ちで金メダルを獲得した。
1984年12月7日、ヒューストンでプロデビューを果たし初回2分23秒TKO勝ちで白星でデビューを飾った。
1986年6月27日、ブライアン・ミラーと対戦し7回2分34秒TKO勝ち。
1987年7月12日、サンズ・ホテル・アンド・カジノでUSBA全米ミドル級王者ドロイ・ダーレルと対戦し12回3-0(117-111、118-112、117-112)の判定勝ちで王座獲得に成功した。
1987年10月10日、マービン・ハグラーの王座剥奪による空位となったIBF世界ミドル級王座決定戦でマイケル・オラジダと対戦し15回3-0(147-136、148-134、146-135)の判定勝ちで王座獲得に成功した。
1988年2月7日、トニー・シブソンとスタッフォードのビンキィー・ホールで対戦し10回2分53秒TKO勝ちで初防衛に成功した。
1988年7月28日、マイケル・ナンと対戦し9回40秒TKO負けで2度目の防衛に失敗し王座から陥落した。
1990年1月27日、リンデル・ホームズとグラシアノ・ロッシジャーニが返上して空位となったIBF世界スーパーミドル級王座決定戦で対戦し12回0-2(112-116、112-119、114-114)の判定負けで2階級制覇に失敗した。
1991年2月10日、後のIBF世界クルーザー級王者ユーライア・グラントとIBFインターコンチネンタルライトヘビー級王座決定戦で対戦し12回3-0(118-110、119-109、117-112)の判定勝ちで王座獲得に成功した。
1991年8月3日、ヤウェ・デービスと対戦し12回2-1の判定勝ちで初防衛に成功した。
1992年1月10日、1988年ソウルオリンピックのライトヘビー級金メダリストでNABF北米ライトヘビー級王者アンドリュー・メイナードと対戦し11回1分52秒TKO勝ちで王座獲得に成功した。
1992年9月29日、WBA世界ライトヘビー級王座決定戦でヴァージル・ヒルと対戦し12回0-3(112-116、116-118、109-120)の判定負けで2階級制覇に失敗した。
1994年7月23日、WBA世界ライトヘビー級王者ヴァージル・ヒルと2年ぶりに再戦するが12回0-3(108-119、107-119、110-118)の判定負けでまたもや2階級制覇に失敗した。
1995年10月25日、WBUインターコンチネンタルライトヘビー級王者ドミニク・カーターと対戦し8回2分44秒TKO勝ちで王座獲得に成功した。
1997年8月30日、ベルリンのマックス・シュメリング・ハレでWBU世界ライトヘビー級王者ノルベルト・ニエロバと対戦し12回2-1(117-111、113-116、117-111)の判定勝ちで王座獲得に成功した。
1998年10月9日、ダビッド・テレスコと対戦し4回48秒TKO負けを最後に現役を引退した。

## 獲得タイトル
- USBA全米ミドル級王座
- 第2代IBF世界ミドル級王座(防衛1)
- IBFインターコンチネンタルライトヘビー級王座
- NABF北米ライトヘビー級王座
- WBUインターコンチネンタルライトヘビー級王座
- WBU世界ライトヘビー級王座